# Beneden Veensloot
Beneden Veensloot, vroeger Beneden Veendijksloot genoemd, is een buurtschap en streek in de gemeente Midden-Groningen in de Nederlandse provincie Groningen. De streek wordt tegenwoordig tot Meeden gerekend. Beneden Veensloot ligt ten oosten van Muntendam en ten zuiden van Meeden. De weg door het gehucht loopt in het oosten door naar Kibbelgaarn.
Beneden ziet op de ligging van het gehucht ten opzichte van de voormalige Veensloot. Deze liep van zuid naar noord. Derhalve ligt Beneden Veensloot ten noorden van Boven Veensloot.